# Džetsun Pema
Džecün Pema (dzongkha: རྗེ་བཙུན་པདྨ་; * 4. června 1990, Thimphu), anglicky psáno Jetsun Pema, je Dug gjalcün (dzongkha: „dračí královna“) Bhútánu. Je manželkou krále Džigmeho Khesara Namgjela Wangčhuga. V současnosti je nejmladší královnou manželkou na světě. Král a královna mají dva syny, prince Džigmeho Namgjala Wangčhuga, dědice bhútánského trůnu, a Džigmeho Urgjäna Wangčhuga.

## Mládí a vzdělávání
Džecün Pema se narodila v Národní referenční nemocnici Džigmeho Dordži Wangčhuga v Thimphu dne 4. června 1990. Otec její matky byl nevlastním bratrem dvou bhútánských královen manželek, Phunccho Čhoden (prababička současného krále) a její sestry Pemy Dečhen. Král a královna Bhútánu jsou vzdálení příbuzní. Džetsun Pema je prapravnučkou sestry prvního krále Bhútánu Urgjäna Wangčhuga.
Džecün Pema je druhou nejstarší z pěti dětí.
Základní vzdělávání Džecün Pemy probíhalo v Thimphu ve Škole malého draka, Sluneční škole (1995–96) a nakonec v Nižší střední škole Čangangkha (1997–98). Poté získala v letech 1999–2000 klášterní vzdělání v klášteře sv. Josefa v Kalimpongu v Západním Bengálsku v Indii. V letech 2006–2008 studovala na prestižní Lawrence School v indickém státě Himáčalpradéš.

## Osobní zájmy
Mezi zájmy královny patří výtvarné umění, malba a basketbal. Vedla školní basketbalový tým a stále si o tento sport udržuje zájem. Mezi její další rozptýlení během školních dnů patřila účast ve školních kapelách a tanečních programech. Kromě dzongkha, národního jazyka Bhútánu, mluví plynně anglicky a hindsky.